# Khadija Sonko
Pour les articles homonymes, voir Sonko.
Khadija Sonko, née le 24 mars 1997, est une judokate sénégalaise.

## Carrière
Dans la catégorie des moins de 70 kg, Khadija Sonko est médaillée de bronze des Championnats d'Afrique des moins de 21 ans ainsi que de l'Open de Dakar en 2017, médaillée d'argent de l'Open de Dakar en 2021, de l'Open d'Alger en 2022 et de l'Open de Tunis en 2022.
Elle remporte la médaille d'argent par équipe mixte aux Championnats d'Afrique de judo 2022 à Oran. 